# Amélia de Hohenzollern-Sigmaringen
Amélia de Hohenzollern-Sigmaringen (Sigmaringa, 30 de abril de 1815 - Sigmaringa, 14 de janeiro de 1841) foi um membro da Casa de Hohenzollern-Sigmaringen. Através do seu casamento também se tornou um membro da Casa de Saxe-Altemburgo. A sua mãe, Maria Antónia, era sobrinha-neta de Joaquim Murat, rei das Duas Sicílias de 1808 a 1815 e cunhado de Napoleão Bonaparte, através do seu casamento com a sua irmã mais nova, Carolina Bonaparte.

## Casamento e descendência
Amélia casou-se com o príncipe Eduardo de Saxe-Altemburgo, sétimo filho do duque Frederico, Duque de Saxe-Altemburgo e da duquesa Carlota Jorgina de Mecklemburgo-Strelitz, no dia 15 de julho de 1835 em Sigmaringa. Tiveram quatro filhos:
1. Teresa Amélia de Saxe-Altemburgo (21 de dezembro de 1836 - 9 de novembro de 1914), casada com o príncipe Augusto, Duque de Dalarna; sem descendência;
2. Antónia de Saxe-Altemburgo (17 de abril de 1838 - 13 de outubro de 1908), casada com o duque Frederico I de Anhalt; com descendência;
3. Luís José Carlos Jorge Frederico (24 de setembro de 1839 - 13 de fevereiro de 1844); sem descendência;
4. João Frederico José Carlos (8 de janeiro de 1841 - 25 de fevereiro de 1844); sem descendência.

## Genealogia
| Amélia de Hohenzollern-Sigmaringen | Pai: Carlos, Príncipe de Hohenzollern-Sigmaringen | Avô paterno: António Aloys, Príncipe de Hohenzollern-Sigmaringen | Bisavô paterno: Carlos Frederico, Príncipe de Hohenzollern-Sigmaringen |
| Amélia de Hohenzollern-Sigmaringen | Pai: Carlos, Príncipe de Hohenzollern-Sigmaringen | Avô paterno: António Aloys, Príncipe de Hohenzollern-Sigmaringen | Bisavó paterna: Joana de Hohenzollern-Bergh                            |
| Amélia de Hohenzollern-Sigmaringen | Pai: Carlos, Príncipe de Hohenzollern-Sigmaringen | Avó paterna: Amélia Zeferina de Salm-Kyrburg                     | Bisavô paterno: Filipe José, Príncipe de Salm-Kyrburg                  |
| Amélia de Hohenzollern-Sigmaringen | Pai: Carlos, Príncipe de Hohenzollern-Sigmaringen | Avó paterna: Amélia Zeferina de Salm-Kyrburg                     | Bisavó paterna: Maria Thérèse van Hornes                               |
| Amélia de Hohenzollern-Sigmaringen | Mãe: Maria Antonieta Murat                        | Avô materno: Pierre Murat                                        | Bisavô materno: Pierre Murat                                           |
| Amélia de Hohenzollern-Sigmaringen | Mãe: Maria Antonieta Murat                        | Avô materno: Pierre Murat                                        | Bisavó materna: Jeanne Loubières                                       |
| Amélia de Hohenzollern-Sigmaringen | Mãe: Maria Antonieta Murat                        | Avó materna: Louise d'Astorg                                     | Bisavô materno: Aymeric d'Astorg                                       |
| Amélia de Hohenzollern-Sigmaringen | Mãe: Maria Antonieta Murat                        | Avó materna: Louise d'Astorg                                     | Bisavó materna: Marie Alanyou                                          |